# Polnischer Korridor

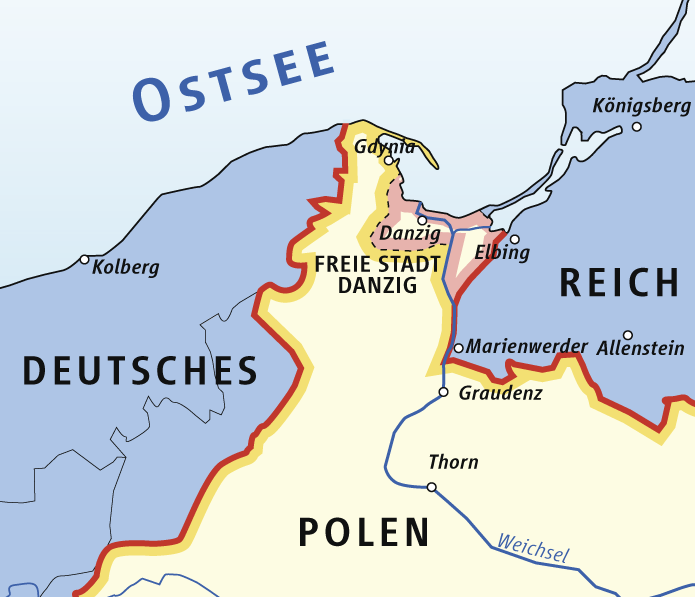
Polnischer Korridor und Danzig (1939)

Gebietsverluste an Polen nach dem Versailler Vertrag: Teile Westpreußens (Korridor) und Posen

Der Polnische Korridor (zeitgenössisch auch Danziger Korridor oder Weichselkorridor, polnisch Korytarz polski) war ein vormals preußischer Landstreifen zwischen Pommern im Westen sowie dem Unterlauf der Weichsel im Osten. Deutschland musste ihn nach dem Ersten Weltkrieg an Polen abtreten. Er trennte von 1920 bis zum Überfall auf Polen im September 1939 Ostpreußen vom übrigen Deutschland ab. Der Korridor war keine politisch-historische Einheit; zwischen dem Polen zuerkannten Küstenabschnitt und der deutsch-russischen Grenze von 1914 lagen außer dem größten Teil der bisherigen Provinz Westpreußen auch Teile des historischen Großpolen, die zur Provinz Posen gehört hatten. Die beim Deutschen Reich verbliebenen westlichen Streifen Posens und Westpreußens wurden zur Provinz Grenzmark Posen-Westpreußen vereinigt.
Politisch gehörte das Gebiet nach dem Zweiten Frieden von Thorn 1466 bis zur Ersten Teilung Polen-Litauens 1772 als Preußen Königlichen Anteils zur polnischen Krone und als Woiwodschaft Pommerellen (1919–1939) zur Zweiten Polnischen Republik.
Die Bildung des „Polnischen Korridors“, der geographisch gesehen ein „Zerschneidungskorridor“ durch das Deutsche Reich war, gehörte zum 14-Punkte-Programm des nordamerikanischen Präsidenten Woodrow Wilson bei den Verhandlungen zum Friedensvertrag von Versailles. Zu diesen Verhandlungen waren die deutschen Delegierten nicht zugelassen; zur Unterzeichnung des Vertrags wurden sie unter erheblichem außenpolitischem Druck genötigt. Die Übernahme der Gebiete durch Polen fand mit dem Inkrafttreten des Vertrags am 20. Januar 1920 statt.
Im Versailler Vertrag wurde vereinbart, dass Polen den ungehinderten Bahn-, Schiffs-, Post-, Telefon- und Telegrafenverkehr durch den Korridor sicherstellen müsse.

## Geschichte

Ost- und Westpreußen, 1896

### Ältere Territorialgeschichte
Die Geschichte des Gebiets des Polnischen Korridors ist eng mit der Geschichte Pomerellens verknüpft. Am Nordzipfel des Korridorgebiets, an der Ostsee, gab es früh menschliche Ansiedlungen. 1877 wurde zwischen Großendorf (Władysławowo) und Schwarzau (Swarzewo) ein ausgedehnter Begräbnisplatz aus dem Beginn der Eisenzeit aufgefunden. Kennzeichnend für diese als Großendorfer Kultur bezeichnete Kultur sind die pommerellischen Gesichtsurnen. Weitere jüngere Funde wurden 1913 und 1932 auf dem Gebiet des heutigen Hallerowo gemacht.
In der zweiten Hälfte des 10. Jahrhunderts wurde Pomerellen unter Herzog Mieszko I. dem polnischen Staat angegliedert. Ende des 12. Jahrhunderts konstituierte sich in Pomerellen ein Herzogtum. Nach dem Aussterben der pomerellischen Herzöge im Mannesstamm, 1294, wurde das Gebiet nach Erbstreitigkeiten durch den Vertrag von Soldin 1309 an den Rechten der polnischen Krone vorbei zwischen zwei deutschen Feudalstaaten, der Mark Brandenburg und dem Deutschordensstaat, geteilt. Der Besitzstand des Deutschen Ordens in Pomerellen wurde im Vertrag von Kalisch 1343 durch polnischen König und Stände bestätigt.
Nach dem Ende des 13-jährigen Kriegs und dem Zweiten Thorner Frieden am 19. Oktober 1466 unterstellten sich die sezessionistischen pomerellischen Stände als Polnisch-Preußen und autonomer Preußischer Bund vor Gewalt und Unrecht freiwillig der Schirmherrschaft der Krone Polens, das heißt des polnischen Königs persönlich. Durch die Erste Teilung Polen-Litauens 1772 wurde Polnisch-Preußen von König Friedrich II. von Preußen annektiert und als Provinz Westpreußen seinem Königreich Preußen einverleibt. Die Provinz Westpreußen existierte bis 1919/20.
Traditionell war das Gebiet der Woiwodschaft Pommerellen ethnisch gemischt besiedelt: Hier wohnten Deutsche, Polen, Kaschuben und auch wenige Jiddischsprachige. Der Gebrauch des Jiddischen, fast ausschließlich durch Juden, war bis 1918 zu Gunsten des Deutschen stark zurückgegangen. Konfessionell und religiös war das Gebiet ebenfalls gemischt, dabei sprachen Katholiken meist Polnisch oder Kaschubisch als Muttersprache (zu 98 %, nur knapp 2 % der Katholiken hatten Deutsch als Muttersprache), unierte Protestanten dagegen überwiegend Deutsch (zu 90 %, zu knapp 10 % dagegen Polnisch), während Juden (Zensus von 1931 knapp 3.500) sich ethnisch in drei Gruppen teilten, 50 % mit Jiddisch, 27 % mit Polnisch und 19 % mit Deutsch als Muttersprache, beide erstere Gruppen vor allem seit 1920 zugewandert aus dem österreichischen bzw. russischen Teilungsgebieten Polens.
Im Nachkriegspolen nannte man das nach dem Ersten Weltkrieg dem Freistaat Preußen (vgl. Weimarer Republik) entnommene Territorium des „Polnischen Korridors“: Danziger Pommern, Ostpommern, Weichselpommern oder Unser Pommern.

### Gründe für die Abtrennung vom Deutschen Reich

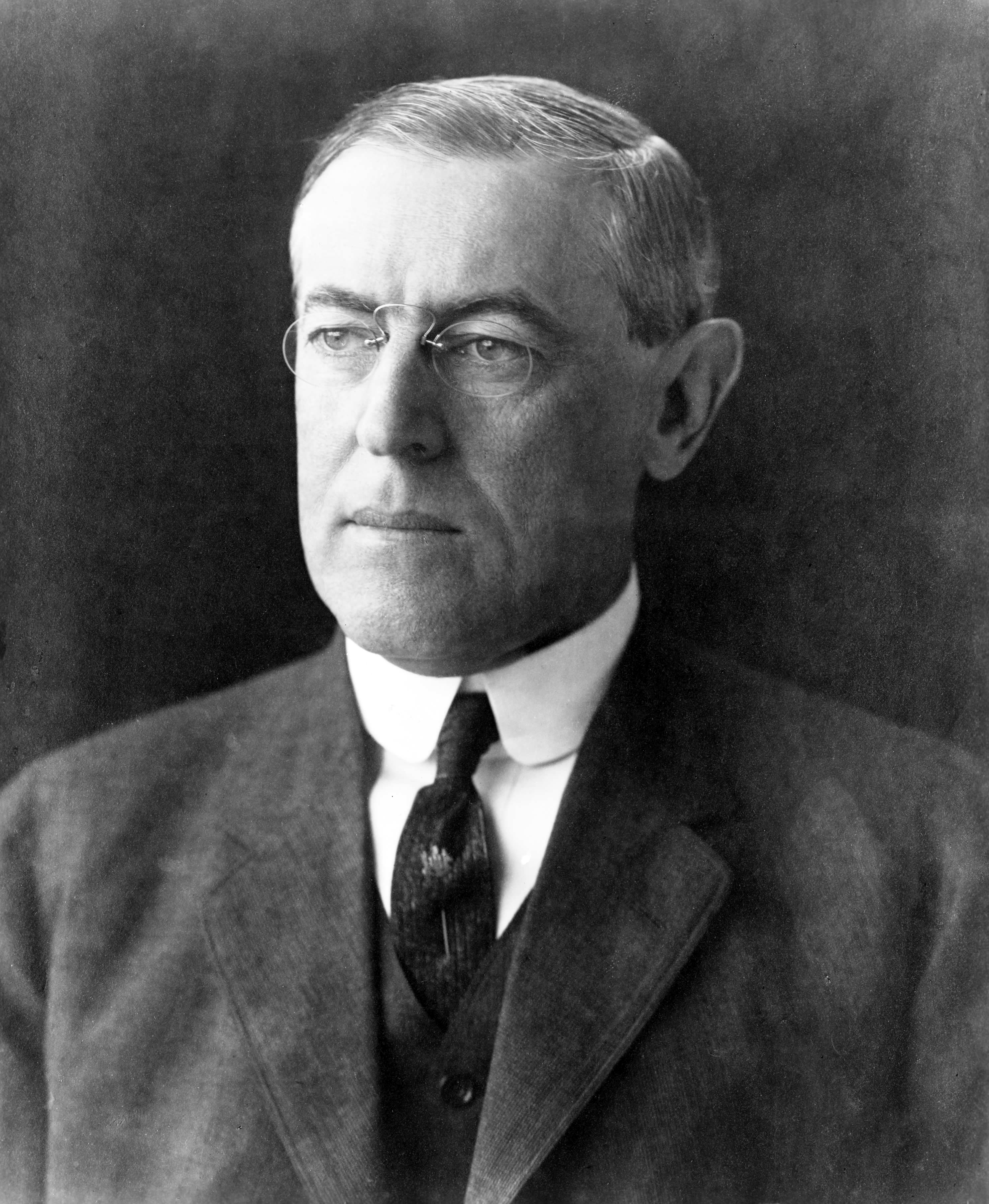
Der amerikanische Präsident Woodrow Wilson (1912)

Nach dem 14-Punkte-Programm, in dem der amerikanische Präsident Woodrow Wilson im Januar 1918 die Kriegsziele der USA zusammengefasst hatte, sollte ein unabhängiger polnischer Staat mit einem eigenen Zugang zum Meer errichtet werden, wie es polnische Politiker, insbesondere Roman Dmowski, seit Kriegsbeginn von der Entente gefordert hatten. Am 8. Oktober 1918 überreichte Dmowski in Washington Präsident Wilson ein Memorandum. Es wurde am 25. Februar 1919 auch der mit den polnischen Angelegenheiten befassten Sonderkommission der Friedenskonferenz vorgelegt. Darin waren die territorialen Forderungen Polens an Deutschland umrissen. Mit dem Vorhaben des eigenen Zugangs zur Ostsee sollte die nach 123 Jahren der Fremdherrschaft neu entstandene Zweite Polnische Republik ökonomisch unabhängiger gemacht werden, als es als reiner Binnenstaat hätte sein können. Der Gegenvorschlag der deutschen Delegation im Friedensvertrag von Versailles, Polen stattdessen in Gdingen und an weiteren Orten Freihäfen einzuräumen, wurde abgelehnt. Die Verwirklichung des durch deutsches Staatsgebiet führenden Korridors kollidierte teilweise mit dem Selbstbestimmungsrecht der Völker, das Wilson seinen 14 Punkten zugrunde gelegt hatte; denn die Bevölkerung in dem 1772 von Preußen annektierten Territorium westlich der unteren Weichsel bis zur Ostseeküste war auch 1918 ethnisch sehr gemischt. In der deutschen Geschichtsschreibung der 1920er bis 1940er Jahre war daraus stellenweise der politische Mythos gebildet worden, der amerikanische Präsident habe nur unzureichende Geographie-Kenntnisse besessen und hätte sich deshalb von seinen Verhandlungspartnern, namentlich von dem französischen Ministerpräsidenten Georges Clemenceau und dem Leiter der polnischen Friedensdelegation, Dmowski, während der Pariser Friedensgespräche übertölpeln lassen. Heute gehen Historiker davon aus, dass Wilson mit den ethnographischen Gegebenheiten im Großen und Ganzen vertraut war. Die vielfältigen Beweggründe für sein damaliges politisches Handeln legte Wilson in Ansprachen vor dem Komitee für Auswärtige Angelegenheiten (Foreign Relations Committee) des US-Senats dar und in 37 öffentlichen Reden, die er nach seiner zweiten Rückkehr aus Paris im Westen der Vereinigten Staaten hielt.

### Zweite Polnische Republik
Am 11. Juli 1920 wurden die zum Korridor gehörenden Gebiete an die Zweite Polnische Republik abgetreten und bildeten die Woiwodschaft Pommerellen. Hierzu gehörte neben den größeren Städten Graudenz und Thorn (Sitz des Woiwoden) insgesamt vierzehn Landkreise. Zum Abtretungsgebiet zählte auch die Ostseeküste vom Flüsschen Piasnitz an über die Halbinsel Hela, die Putziger Wiek bis Zoppot (letzteres gehörte bereits zur Freien Stadt Danzig). Nachdem sich polnische Pläne, die Hafenstadt Danzig ganz nach Polen zu integrieren, nicht hatten realisieren lassen, und dieses weiterhin eine „Freie Stadt“, nur teilweise unter polnischer Kontrolle blieb, begann Polen mit dem Bau eines eigenen Hafens im Erholungs- und Fischerort Gdingen (poln. Gdynia), der 1921 nur etwa 1300 Einwohner hatte. Gdingen wurde vom polnischen Staat planmäßig zu einem der größten Handels-, Auswanderungs-, Kriegs- und Fischereihäfen der Ostsee mit mehr als 112 000 Einwohnern (1937) ausgebaut und durch eine Eisenbahnstrecke quer durch den Korridor mit dem Industrierevier im ebenfalls abgetrennten polnischen Teil Oberschlesiens um Katowice (Kattowitz) verbunden. Damit machte man sich von der Verbindung durch das Gebiet der Freien Stadt Danzig unabhängig, die von deutschen Eisenbahnern jederzeit bestreikt werden konnte. Für den Export oberschlesischer Kohle gebaut, wurde diese Bahnstrecke auch Kohlenmagistrale genannt. Auch militärische Anlagen umfasste der damals einzige Seehafen auf polnischem Hoheitsgebiet.
Die Konkurrenz zwischen Danzig und Gdingen führte zu Streit, der durch den deutsch-polnischen Handelskrieg noch verschärft wurde. Von Danziger Seite argumentierte man, dass Polen nach dem Bau des Hafens von Gdingen Danzig als Hafen nicht mehr brauche. Im August 1933 schlossen Danzig und Polen ein erstes Abkommen, das beiden Häfen einen gleich großen Anteil am polnischen Seehandel garantierte.

### Weimarer Republik

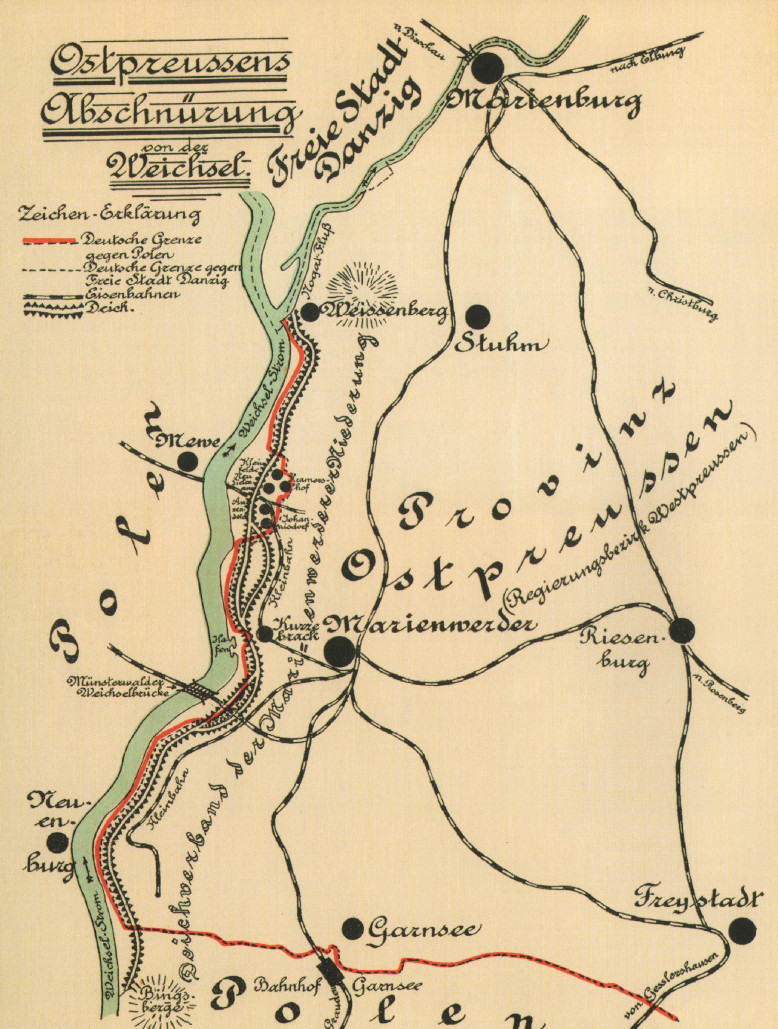
Abschnürung Ostpreußens von der Weichsel

Der polnische Korridor war ein Gebiet ohne klare ethnische Trennlinien, in dem eine sprachlich-kulturell gemischte Bevölkerung lebte. Sein Verlust wurde in Deutschland generell als ungerecht und als Verstoß gegen das Selbstbestimmungsrecht empfunden, weil der Bildung des Korridors keine Volksabstimmung vorangegangen war. Die Bevölkerung des Korridors war überwiegend slawisch, doch gab es auch mehrheitlich deutschsprachige Gebiete, u. a. die Städte Thorn und Graudenz. Außerdem wurde von deutscher Seite argumentiert, dass die reine Sprachenstatistik nicht ausreichend das Zugehörigkeitsgefühl der Bevölkerung wiedergeben würde.
Die Revision der Grenzziehung, die Ostpreußen vom übrigen Deutschland abtrennte, war ein vorrangiges Ziel jeder Regierung der Weimarer Republik. Aus diesem Grund ging der nach Westen stets verständigungsbereite Außenminister Gustav Stresemann auch nie auf die verschiedenen polnischen Vorschläge ein, analog zu den Verträgen von Locarno ein „Ost-Locarno“ abzuschließen, mit dem die Ostgrenze des Reiches für unverletzlich erklärt und völkerrechtlich garantiert werden könnte.
Innenpolitisch war der Korridor regelmäßig Gegenstand nationalistischer Propaganda. Im August 1930 verursachte etwa der Reichsminister für die besetzten Gebiete im ersten Kabinett Brüning, Gottfried Treviranus (Konservative Volkspartei), eine internationale Krise, als er während einer Wahlkampfrede von der „ungeheilten Wunde in der Ostflanke, diesem verkümmerten Lungenflügel des Reiches“ sprach und prophezeite, Polens Zukunft sei ohne Änderung der Grenzen nicht sicher, was im Nachbarland als Kriegsdrohung verstanden wurde.

### Zeit des Nationalsozialismus
Erst nach Machtübernahme der Nationalsozialisten entspannte sich die Situation scheinbar mit dem Abschluss des deutsch-polnischen Nichtangriffspaktes von 1934. Insgeheim wurde jedoch die Möglichkeit, den Korridor durch Krieg zurückzugewinnen, durch die nationalsozialistische Reichsregierung weiter verfolgt, wie etwa die Hoßbach-Niederschrift zeigt.
Nach dem Abschluss des Münchener Abkommens unternahm das NS-Regime erstmals offizielle Schritte in der Frage des Korridors und zum Status Danzigs. Am 24. Oktober 1938 forderte Außenminister Joachim von Ribbentrop in Adolf Hitlers Auftrag die Rückgabe Danzigs an das Deutsche Reich und die Erlaubnis zum Bau einer exterritorialen Autobahn, die Ostpreußen und das übrige Reichsgebiet verbinden sollte. Im Gegenzug würden Polens wirtschaftliche Interessen in Danzig berücksichtigt und die Staatsgrenzen gegenseitig garantiert werden. Polen lehnte dieses Ansinnen ab, weil es nicht nur eine Rückgabe Danzigs aus innenpolitischen Gründen für unannehmbar hielt, sondern vor allem weil es befürchtete, durch den geforderten Beitritt zum Antikominternpakt in Abhängigkeit zu Deutschland zu geraten. Spätestens im März 1939, nach dem Bruch des Münchner Abkommens durch die „Zerschlagung der Rest-Tschechei“ und der Wiedereingliederung des Memelgebiets, verlor die polnische Politik das Vertrauen zu deutschen Verhandlungsangeboten und suchte nach Verbündeten in einem kommenden Konflikt. Deutschland hingegen ging nicht auf die polnischen Gegenvorschläge ein. Der Streit um den Korridor bildete die Kulisse für den vorgetäuschten Überfall auf den Sender Gleiwitz am 31. August 1939. Der deutsche Angriff auf die Westerplatte bei Danzig am folgenden Tag mit den sich anschließenden Kriegserklärungen Großbritanniens (aufgrund der britischen Sicherheitsgarantie an Polen vom 31. März 1939) und Frankreichs an Deutschland am 3. September 1939 markieren den Beginn des Zweiten Weltkrieges. Hitler hatte freilich bereits in einer Besprechung mit führenden Militärs am 23. Mai 1939 erläutert, dass Danzig nicht das Objekt sei, um das es gehe, sondern dass es sich „um die Erweiterung des Lebensraumes im Osten“ handele.

### Zweiter Weltkrieg und Folgen
Zu Beginn des Zweiten Weltkriegs bildete der NS-Staat im Herbst 1939 nach dem Überfall auf Polen aus den Gebieten des Korridors und der Freien Stadt Danzig den Reichsgau Danzig-Westpreußen und begann mit der Vertreibung von über 100.000 polnischen Einwohnern.
Gegen Ende des Krieges besetzte im Frühjahr 1945 die Rote Armee die Region. Bald darauf unterstellte sich die Volksrepublik Polen mit sowjetischer Zustimmung das Korridorgebiet zusammen mit allen östlich von Oder und Neiße liegenden Teilen des Reichsgebiets. Soweit die deutschen Einwohner nicht geflohen waren, wurden sie in der Folgezeit von den polnischen Verwaltungsbehörden vertrieben.

## Durchquerung des Korridors

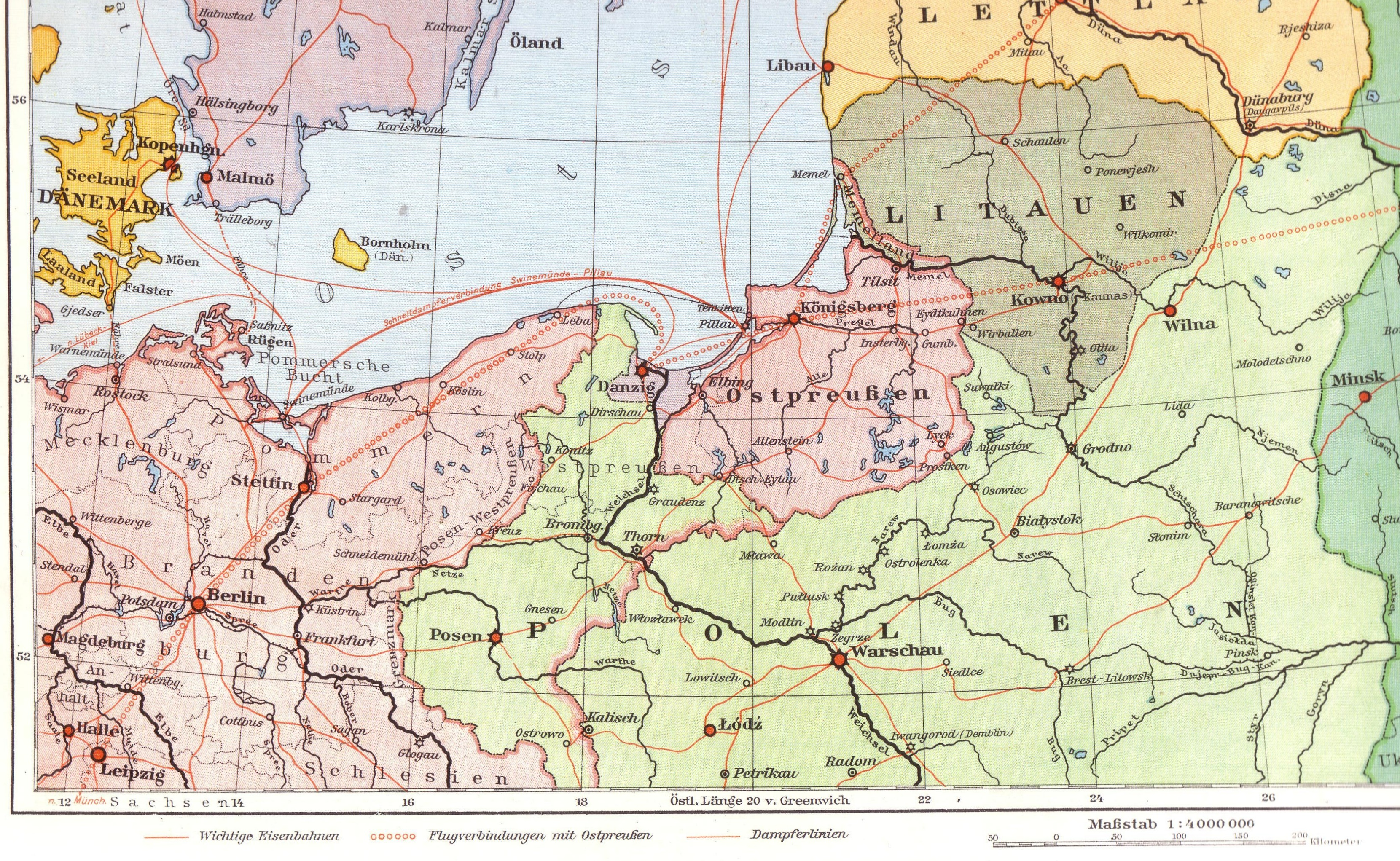
„Insel“ Ostpreußen (1926)

### Zugverkehr
Bereits ab 1919 verkehrten mit der faktischen Inbesitznahme des Korridors durch Polen Korridorzüge zwischen Ostpreußen und Hinterpommern bzw. dem übrigen Deutschland. Diese Züge fuhren auf polnischem Gebiet mit polnischen Lokomotiven und polnischem Personal.
Der Versailler Vertrag sicherte in Artikel 89 dem Deutschen Reich die ungehinderte Durchfahrt zwischen Ostpreußen und übrigem Deutschland zu. Konkretisiert wurde das Durchfahrtsrecht für die Eisenbahn zunächst Ende 1920 in einem provisorischen Abkommen, das am 21. April 1921 durch ein endgültiges Abkommen ersetzt wurde.

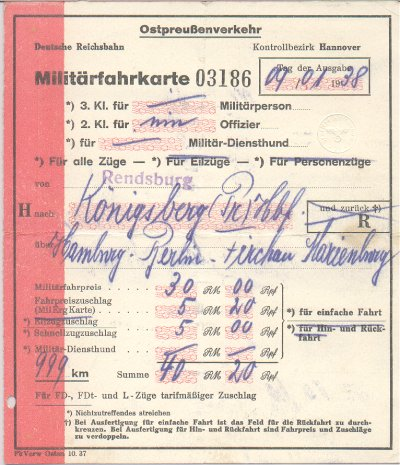
Militärfahrkarte im Ostpreußenverkehr 1938

Das Abkommen legte zunächst sieben Routen für Transitzüge zwischen Ostpreußen und dem übrigen Deutschland fest; ab 1922 waren es acht, die allerdings nicht alle genutzt wurden. Polen erhielt im Gegenzug das Recht, auf zwei Strecken zwischen Pommerellen und Masowien durch Ostpreußen ebenfalls Transitverkehr einzurichten, nutzte dies aber nur kurze Zeit.
1930 wurden fünf Routen genutzt:
- Berlin – Stettin – Stolp – Groß Boschpol – Danzig – Tczew (Dirschau) – Marienburg – Königsberg
- Berlin – Schneidemühl – Firchau – Chojnice (Konitz) – Tczew (Dirschau) – Marienburg – Königsberg
- Berlin – Schneidemühl – Bydgoszcz (Bromberg) – Toruń (Thorn) – Deutsch Eylau – Allenstein – Insterburg
- Berlin – Neu Bentschen – Poznań (Posen) – Toruń (Thorn) – Deutsch Eylau – Allenstein – Insterburg
- Breslau – Poznań (Posen) – Toruń (Thorn) – Deutsch Eylau – Allenstein – Insterburg

Die wichtigste Route des „privilegierten Durchgangsverkehrs“ verlief auf der Strecke der alten Preußischen Ostbahn über Schneidemühl und Dirschau; 1934 verkehrten dort insgesamt sechs tägliche Zugpaare, ergänzt durch weitere Saisonzüge. Auf den anderen Strecken fuhren ein bis zwei Zugpaare. Für die Durchfahrt musste die Deutsche Reichsbahn an die Polnische Staatsbahn (PKP) eine vertraglich festgelegte Vergütung zahlen. Unterschieden wurde zwischen „privilegierten Zügen“ und „privilegierten Zugteilen“. „Privilegierte Züge“ verkehrten nur über die Ostbahn; auf allen anderen Strecken gab es „privilegierte Zugteile“, da die Züge auch für den Verkehr von und nach Polen und Danzig genutzt werden konnten. In diesen Zügen wurden nur die „privilegierten Zugteile“ verplombt und von der Zoll- und Passkontrolle in den Grenzbahnhöfen ausgenommen. Bei den „privilegierten Zügen“ über die Ostbahn war es bei einem Teil der Züge möglich, die Halte an den Bahnhöfen in Konitz und Dirschau zur Ein- und Ausreise nach Polen zu benutzen, auf beiden Bahnhöfen erfolgte nach dem Ausstieg bzw. vor dem Einsteigen eine gemeinsame deutsch-polnische Pass- und Zollkontrolle. Bei den übrigen Zügen auf der Ostbahn wurden die Halte in Polen lediglich als Betriebshalte zum Lokomotivwechsel genutzt. Zwischen Konitz und Marienburg wurden die Züge ausschließlich mit Lokomotiven der PKP bespannt.
Anfang 1936 geriet die Deutsche Reichsbahn mit ihren Zahlungen für die Nutzung der Korridorstrecken aufgrund der Devisenknappheit des Deutschen Reiches in Verzug; daraufhin stellte die PKP am 7. Februar 1936 den Betrieb der meisten Korridorzüge ein. Nur das Zugpaar D 1/2 zwischen Berlin und Eydtkuhnen, das einen Schlafwagen der CIWL zwischen Paris und Riga als Kurswagen führte, verkehrte weiter. Erst im Sommer 1936 wurde ein neues Transitabkommen geschlossen. Um die Kosten für die vergleichsweise langen Strecken über Posen und Bromberg einzusparen, wurden nur noch die Verbindungen über Firchau–Dirschau–Marienburg sowie über Groß Boschpol–Danzig–Marienburg genutzt, letztere allerdings nur durch ein einziges Zugpaar. Auch die Züge nach Deutsch Eylau, Allenstein und Insterburg fuhren nun regelmäßig über Marienburg. Für den Verkehr zwischen Schlesien und Ostpreußen wurden den Zügen von Berlin nach Ostpreußen in Küstrin Kurswagen aus Breslau beigestellt. Auch in den Folgejahren musste die Deutsche Reichsbahn aufgrund der Devisenknappheit immer wieder die Zahl der durchgehenden Züge einschränken. 1939 verkehrten im Sommerfahrplan insgesamt neun tägliche und zwei Saison-Schnellzüge, zudem circa 20 Güterzugpaare.
Da es bei der Bahnreise von Berlin nach Königsberg weder Pass- noch Zollkontrollen gab, waren die Fahrgäste in den Korridorzügen von der kostenpflichtigen Beantragung polnischer Visa befreit. Dennoch wurde das Verfahren wegen der Vielzahl zu beachtender Vorschriften – so war es beispielsweise zunächst verboten, die Abteilfenster zu öffnen – sowie der Kontrollen vor und nach der Verplombung nicht nur aus zeitlichen und psychologischen Gründen vielfach als Belastung empfunden.
Für den Fall erneuter Sperrungen der Korridorstrecken entwickelte die Reichsbahn ab 1936 Pläne für eine Ersatzverbindung von Berlin über Stettin bis zu einem geeigneten Hafen in Hinterpommern (Stolpmünde oder Leba) und einer anschließenden Schiffsverbindung nach Pillau.

### Straßenverkehr
Für den Straßenverkehr durch den Korridor wurden fünf Transitstraßen ausgewiesen:
- (Stettin –) Lauenburg i. Pom. – Danzig – Tiegenhof – Elbing (– Königsberg)
- (Berlin –) Schlochau – Tczew (Dirschau) – Marienburg (– Königsberg) mit Abzweigungen von Tczew (Dirschau) nach Danzig und nach Tiegenhof – Elbing
- Schneidemühl – Bydgoszcz (Bromberg) – Toruń (Thorn) – Deutsch Eylau (– Allenstein)
- (Dresden –) Tirschtiegel – Poznań (Posen) – Gniezno (Gnesen) – Toruń (Thorn) – Deutsch Eylau (– Allenstein)
- (Breslau –) Militsch – Jarocin (Jarotschin) – Gniezno (Gnesen) – Toruń (Thorn) – Deutsch Eylau (– Allenstein)

Für die Benutzung der Transitstraßen war bei einem polnischen Konsulat ein Durchreisevisum für 1,60 RM zu erwerben. Dazu wurde an der Grenze eine Straßenbenutzungsgebühr von 5 zł für Autos und 3 zł für Motorräder erhoben. Für die Benutzung der Weichselbrücke bei Tczew (Dirschau) wurde eine Maut von 0,30 zł erhoben. Erlaubt war die Mitnahme von 1000 RM (bei Fahrten nach Danzig 240 RM als Kreditbrief).

### Schiffsverkehr
Als Alternative zum Korridorverkehr finanzierte das Deutsche Reich ab 1922 den zwischen Swinemünde und Pillau bzw. Zoppot als regelmäßige Schiffsverbindung eingerichteten Seedienst Ostpreußen.

### Flugverkehr
Es bestand ab 1925/1926 eine Flugverbindung der Deruluft (ab 1937 der Deutschen Lufthansa) zwischen Berlin und Königsberg mit Zwischenlandung in Danzig. Die Flüge fanden anfangs dreimal pro Woche statt. Die Strecke führte zunächst in nördlicher Richtung über Bergen (heute Góry (Białogard)) und Stolp (heute Słupsk) bis Lauenburg in Pommern (heute Lębork), um von dort aus den Korridor an seiner engsten Stelle bis Danzig zu überfliegen. Zum Einsatz kamen auf der Strecke Flugzeuge des Typs Junkers G 24.
Ab 1927 wurde die Strecke Berlin – Danzig – Königsberg über Riga und Tallinn nach Moskau und Leningrad (heute Sankt Petersburg) erweitert; diese Strecke Berlin – Moskau/Leningrad wurde ab 1930 Ostexpreß genannt.

## Bevölkerungsentwicklung

Sprachenverhältnisse in der Provinz Westpreußen nach der Volkszählung 1910.
Legende der Kreisdiagramme:
Deutschsprachig
Polnischsprachig
Kaschubische Sprache
Andere oder mehrsprachig

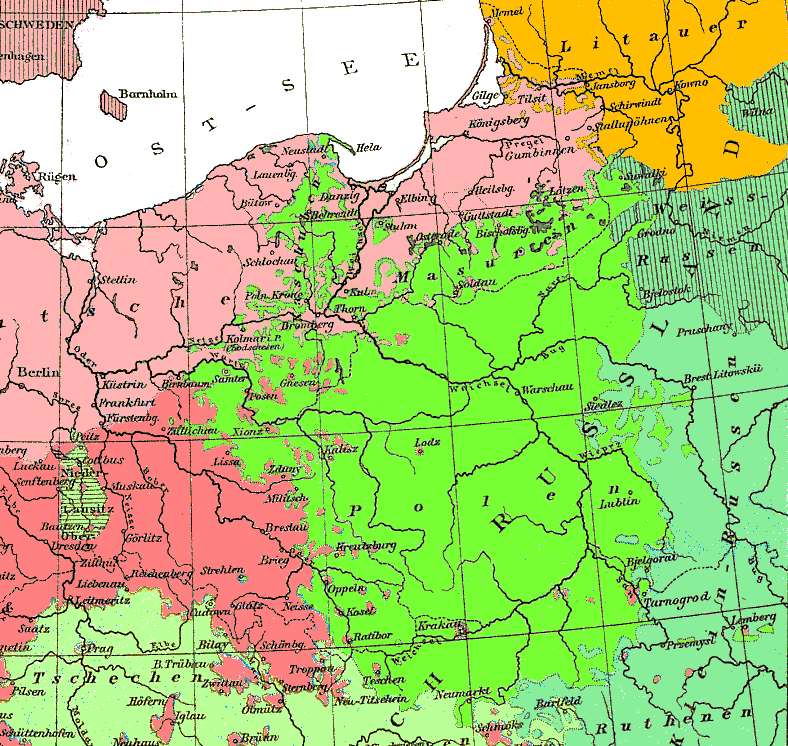
Sprachenkarte von Deutschland
Andree’s Handatlas 1881 (Östlicher Ausschnitt)

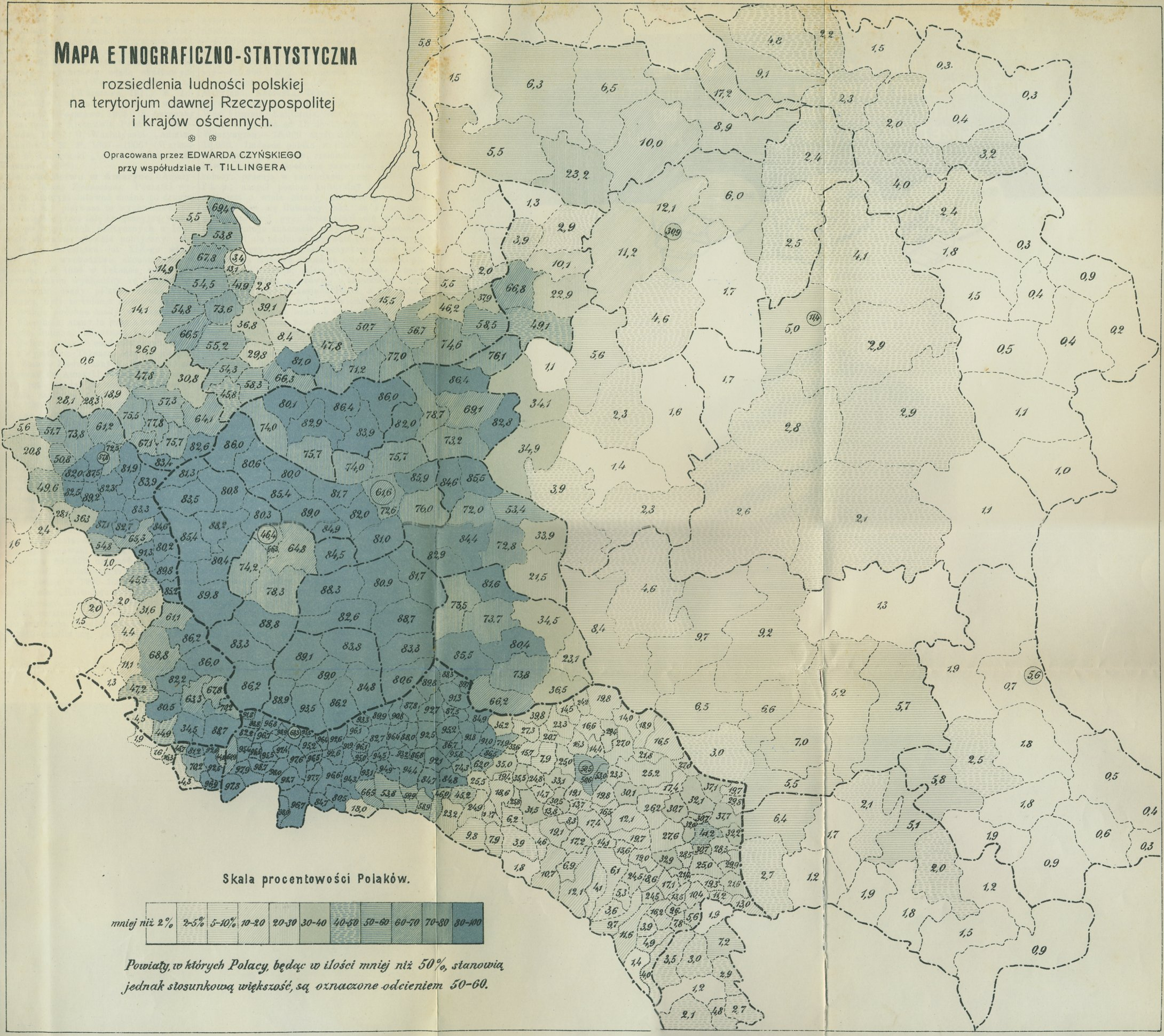
Polnische Sprache um 1900
Samuel Orgelbrand: Encyklopedja Powszechna. Ergänzung von 1912

1910 lebten im Gebiet des späteren polnischen Korridors knapp 990.000 Menschen. Gemäß dem Territorialprinzip des Staatsbürgerrechts waren – abgesehen von niedergelassenen Ausländern, denen der Staat den Aufenthalt verweigern konnte – bis 1920 alle Einwohner – egal welcher sprachlichen oder kulturellen Identität – Deutsche. Mit der Restituierung des polnischen Staates gab es auch wieder eine polnische Staatsangehörigkeit. Die Einwohner des Korridorgebietes würden gemäß dem Territorialprinzip nunmehr alle Polen. Mit der Zugehörigkeit des Gebiets wollte nicht jeder seine Staatsbürgerschaft wechseln, daher konnte jeder Gebietsangehörige – egal welcher sprachlichen oder kulturellen Identität – dafür optieren, Deutscher zu bleiben (Cf. Artikel 297b des Versailler Vertrags). Wer optierte, man spricht von Optanten, blieb Deutscher, nunmehr aber im Ausland (also Auslandsdeutscher), und unterlag damit der polnischen Ausländergesetzgebung. Wenn jemand dafür optiert hatte, Deutscher zu bleiben, knüpfte Deutschland die Beibehaltung der Staatsbürgerschaft nicht an Bedingungen wie bevorzugter deutscher Sprachgebrauch und dergleichen. Über den deutschsprachigen Bevölkerungsanteil gibt es in der Literatur unterschiedliche Angaben:
- Im dtv-Lexikon zur Geschichte und Politik im 20. Jahrhundert wurde 1974 geschätzt, der deutsche Bevölkerungsanteil im polnischen Korridor habe 1919 bei „mindestens 50 %“ gelegen.[21]
- Der amerikanische Historiker Richard Blanke kommt dagegen in seinem 1998 erschienenen Werk zu dem Ergebnis, 1910 seien ethnisch Deutsche im späteren Abtretungsgebiet mit 42,5 % in der Minderheit gewesen.[22]

Nach der Abtrennung von Deutschland 1920 und der Übergabe des Gebietes an Polen nahm der Anteil der ethnisch Deutschen an der Gesamtbevölkerung deutlich ab. 1939 betrug er nur noch zehn Prozent. Dies kann auf mehrere Gründe zurückgeführt werden.
Tausende ethnisch Deutsche verließen das Gebiet schon im letzten halben Jahr vor der Abtretung an Polen, als die Beschlüsse des Versailler Vertrages bereits bekannt, jedoch noch nicht in Kraft getreten waren. Gründe waren emotionale Faktoren, wie der Verlust der zuvor eingenommenen privilegierten Stellung, die Abneigung, sich in einen polnischen Staat einzufügen, die „spürbar hasserfüllte Atmosphäre“ sowie die von vielen mit einer gewissen Berechtigung erwarteten „antideutschen Verwaltungs- und Neuordnungsmaßnahmen des polnischen Staates und seiner Behörden“. Der spätere polnische Bildungsminister Stanisław Grabski hatte zum Beispiel im Oktober 1919 in Posen erklärt: „Das fremde Element wird sich umsehen müssen, ob es nicht anderswo besser aufgehoben ist.“
Weitere zehntausende ethnisch Deutsche verließen das Gebiet nach dem Anschluss an Polen aufgrund repressiver Maßnahmen des polnischen Staates: Im Gegenzug zu vorangegangener Diskriminierung und Germanisierungsversuchen an der ethnisch polnischen Bevölkerung im und durch den preußischen Staat bemühte sich die polnische Regierung, ethnisch Deutsche zu verdrängen, die nun – soweit sie nicht Auslandsdeutsche geworden waren – zur Minderheit deutschsprachiger Polen gehörten. Stellenweise ahmte die polnische Politik der „Entdeutschung“ (odniemczenie) die preußische Polenpolitik vor 1914 nach. Viele ethnisch Deutsche wurden ausgewiesen, insbesondere Militärangehörige und Beamte, die als Repräsentanten der vorangegangenen Unterdrückung galten. Dasselbe galt für Auslandsdeutsche, sie wurden 1925 vielfach des Landes verwiesen. Dabei kam es auch zu Enteignungen und Zwangsräumungen. Einige der prinzipiell garantierten deutschsprachigen Schulen wurden geschlossen. Gleichzeitig wurden der Zuzug und die Ansiedlung polnischer Familien aus anderen Gebieten Polens, vor allem aber polnischer Familien aus dem Ausland, darunter auch ein Drittel der bisher in Deutschland ansässigen Ruhrpolen, die nach der Wiedererlangung der Unabhängigkeit Polens ins Land drängten, durch den polnischen Staat gefördert.
Auf Grund des Antisemitismus in Polen, der insbesondere nach dem polnisch-sowjetischen Krieg in allen polnischen Gesellschaftsschichten manifest wurde, emigrierten in der Zwischenkriegszeit auch viele Juden aus dem Korridor nach Deutschland, die ja, bis auf wenige niedergelassene Ausländer, wie alle im Gebiet ansässigen Menschen bis 1920 Deutsche gewesen waren und daher erleichterte Einwanderungsregeln in Deutschland genossen.
| 1910                 | 1910        | 1910             | 1910   |
| Kreis                | Bevölkerung | Deutschsprachige | Anteil |
| -------------------- | ----------- | ---------------- | ------ |
| Strasburg            | 62.142      | 21.097           | 34,0 % |
| Briesen              | 49.506      | 24.007           | 48,5 % |
| Thorn (Stadt + Land) | 105.544     | 58.266           | 55,2 % |
| Culm                 | 50.069      | 23.345           | 46,6 % |
| Schwetz              | 87.712      | 42.233           | 47,1 % |
| Graudenz             | 89.063      | 62.892           | 70,6 % |
| Dirschau             | 64.321      | 28.046           | 43,6 % |
| Neustadt             | 71.560      | 24.528           | 34,3 % |
| Karthaus             | 66.190      | 14.170           | 21,4 % |
| Berent               | 52.980      | 20.804           | 39,3 % |
| Preußisch Stargard   | 65.427      | 17.165           | 26,2 % |
| Konitz               | 74,963      | 30.326           | 40,5 % |
| Tuchel               | 33.951      | 11.268           | 33,2 % |
|                      |             |                  |        |
| Soldau               | 33.951      | 9.210            | 37,7 % |
| Löbau                | 59.037      | 12.122           | 20,5 % |
| Zempelburg           | 30.541      | 21.554           | 70,6 % |
| insgesamt            | 989,715     | 421.029          | 42,5 % |

| 1921                                                       | 1921        | 1921             | 1921   |
| Kreis                                                      | Bevölkerung | Deutschsprachige | Anteil |
| ---------------------------------------------------------- | ----------- | ---------------- | ------ |
| Brodnica (Strasburg)                                       | 61.180      | 9.599            | 15,7 % |
| Wąbrzeźno (Briesen)                                        | 47.100      | 14.678           | 31,1 % |
| Toruń (Thorn, Stadt und Land)                              | 79.247      | 16.175           | 20,4 % |
| Chełmno (Culm)                                             | 46.823      | 12.872           | 27,5 % |
| Świecie (Schwetz)                                          | 83.138      | 20.178           | 24,3 % |
| Grudziądz (Graudenz)                                       | 77.031      | 21.401           | 27,8 % |
| Tczew (Dirschau)                                           | 62.905      | 7.854            | 12,5 % |
| Wejherowo (Neustadt)                                       | 71.692      | 7.857            | 11,0 % |
| Kartuzy (Karthaus)                                         | 64.631      | 5.037            | 7,8 %  |
| Kościerzyna (Berent)                                       | 49.935      | 9.290            | 18,6 % |
| Starograd (Preußisch Stargard)                             | 62.400      | 5.946            | 9,5 %  |
| Chojnice (Konitz)                                          | 71.018      | 13.129           | 18,5 % |
| Tuchola (Tuchel)                                           | 34.445      | 5.660            | 16,4 % |
| Teile von überwiegend bei Deutschland gebliebenen Kreisen: |             |                  |        |
| Działdowo (Soldau)                                         | 23.290      | 8.187            | 34,5 % |
| Lubawa (Löbau)                                             | 59.765      | 4.478            | 7,6 %  |
| Sępólno (Zempelburg)                                       | 27.876      | 13.430           | 48,2 % |
|                                                            |             |                  |        |

In der Woiwodschaft Pommerellen, die komplett im engeren Korridor lag, lebten 1939, nach Gebietserweiterungen im Südwesten und Südosten 1.884.400 Menschen, 1931 im Gebietsstand wie bis 1817 waren es laut Zensus 1.080.138 Menschen. Von diesen deklarierten als Muttersprache 89,74 % Polnisch oder (unter ersterem subsumiert) Kaschubisch, 9,75 Deutsch und 0,16 % Jiddisch, als drittgrößte Sprachgruppe. Deutsch- und Jiddischsprachige lebten überwiegend in Städten und stellten in der Industrie und im Gewerbe die Mehrheit der Beschäftigten in dieser Region. Die ethnisch polnische und kaschubische Bevölkerung war überwiegend römisch-katholisch, die ethnisch deutsche bestand dagegen weitgehend aus Protestanten. Besonders in Toruń (Thorn) war die Bevölkerung ethnisch, sprachlich und konfessionell stark durchmischt. Dort war die ethnisch deutsche Bevölkerung, v. a. Protestanten und Juden, 1920 in der Mehrheit. Juden, überwiegend ethnisch deutsch, stellten in Zempelburg die Mehrheit.
In den Jahren 1945 bis 1947 vertrieb Polen alle Auslandsdeutschen und die meisten ethnisch deutschen Polen aus dem Gebiet des ehemaligen polnischen Korridors, das dadurch seither ganz von Polen und Kaschuben bewohnt ist.

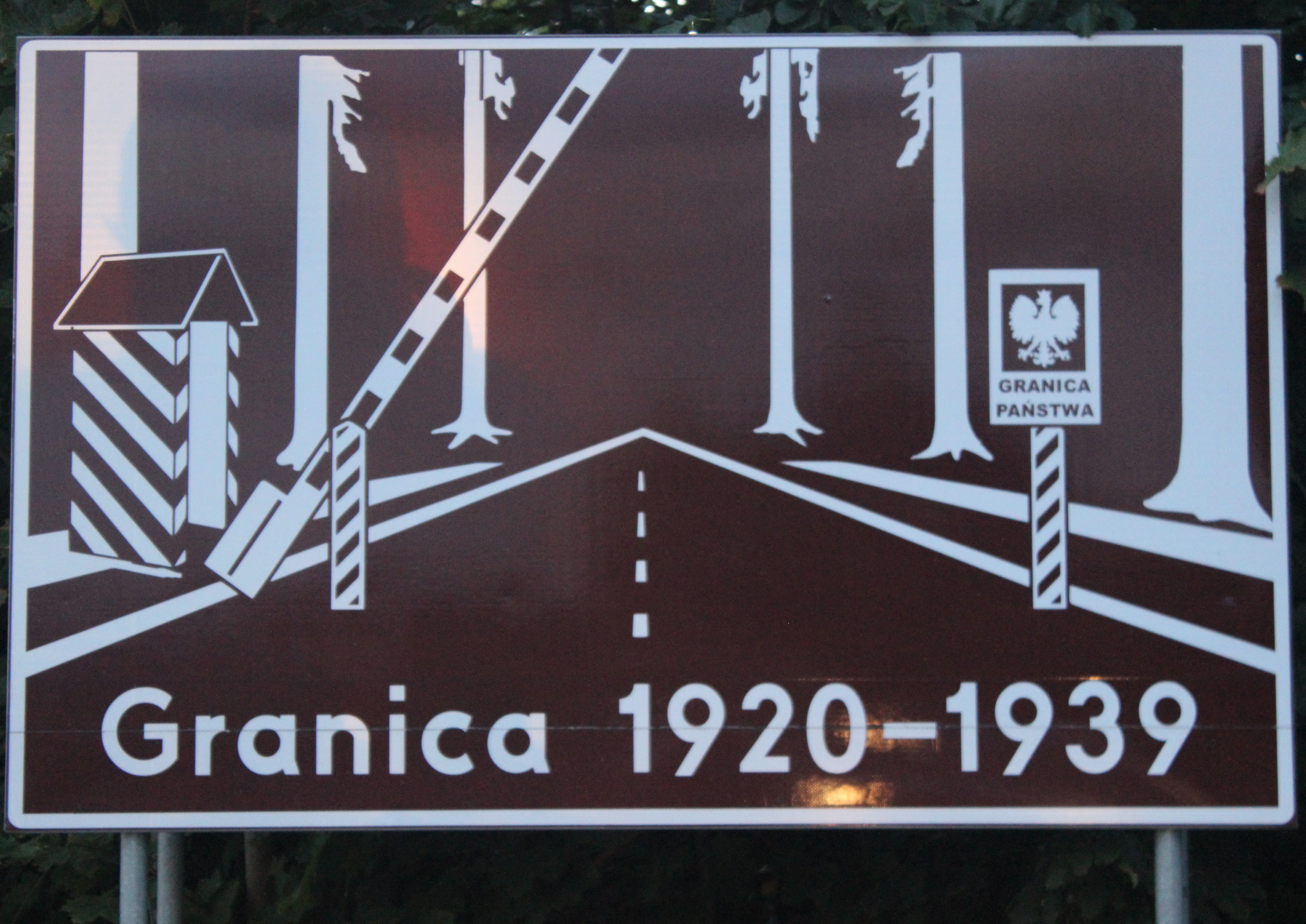
Polnische Hinweistafel zur Erinnerung an den „Korridor“ 1920–1939 (granica państwa = Landesgrenze)